# Rufus Ewing
Rufus Washington Ewing (Blue Hills, 1968) è un politico britannico, terzo premier di Turks e Caicos dal 2012 al 2016.
Contemporaneamente è stato anche leader del partito Nazionale Progressista e membro della Camera dell'assemblea.